# Ламин Ямаль
Лами́н Яма́ль Насрауи Эбана (кат. и исп. Lamine Yamal Nasraoui Ebana; родился 13 июля 2007, Эсплугес-де-Льобрегат) — испанский футболист, вингер клуба «Барселона» и сборной Испании. Чемпион Европы 2024 года. Считается одним из лучших футболистов в мире.

## Ранние годы
Ламин Ямаль родился 13 июля 2007 года в испанском городе Эсплугес-де-Льобрегат в семье марокканца Мунира Насрауи и экваторогвинейки Шейлы Эбана. Родители Ямаля разошлись, когда ему было 3 года, однако оба оставались с ним на протяжении всего детства. Большую часть юности провёл в Барселоне, после того как попал в академию одноимённого клуба в 2014 году.

## Молодёжная карьера
Выросший в молодёжных рядах Ла Масии Ламин Ямаль вскоре стал рассматриваться как один из лучших и самых талантливых игроков академии. В сезоне 2022/23 Ламин начал выступать за команду «Хувениль А» (до 19 лет), и уже в начале сентября 2022 года Ламин был выбран Хави для тренировок с основной командой вместе с другими молодыми игроками.

## Клубная карьера

### Дебютный сезон и первые рекорды (2022/23)
23 апреля 2023 года Ламин впервые попал в заявку клуба на матч Ла Лиги против мадридского «Атлетико» (1:0), однако на поле в том матче не появился. 29 апреля 2023 года дебютировал в Ла Лиге, выйдя на замену Гави в матче против клуба «Реал Бетис». В возрасте 15 лет и 290 дней Ямаль стал самым молодым игроком в истории «Барселоны» в Ла Лиге. Матч закончился победой каталонцев со счётом 4:0. 14 мая 2023 года в матче 34-го тура «Барселона» обыграла «Эспаньол» со счётом 4:2 и стала чемпионом Испании, но Ямаль не принимал участия в том матче.

### Путь в основной состав (2023/24)
20 августа 2023 года Ламин Ямаль впервые попал в стартовый состав «Барселоны» на игру чемпионата Испании против «Кадиса» (2:0), в возрасте 16 лет и 38 дней став самым молодым игроком Ла Лиги в XXI веке, начавшим матч с первых минут. Неделю спустя, 27 августа, отметился голевой передачей в матче против «Вильярреала» (4:3), и в возрасте 16 лет и 45 дней стал самым молодым автором ассиста в Ла Лиге в XXI веке.
2 октября 2023 года Ламин Ямаль продлил контракт с «Барселоной» до 30 июня 2026 года. 4 октября 2023 года Ламин попал в стартовый состав команды на матч Лиги чемпионов против «Порту» (1:0), в возрасте 16 лет и 83 дня став самым молодым игроком в истории турнира, вышедшим на поле с первых минут. 4 декабря 2023 года Ламин Ямаль стал обладателем трофея The Youngest, вручаемого самому молодому игроку, номинированному на награду Golden Boy. На церемонии награждения Ямаль не присутствовал из-за уроков в школе.
11 января 2024 года в полуфинале Суперкубка Испании против «Осасуны» Ламин Ямаль забил на 3-й добавленной ко 2-му тайму минуте и помог «сине-гранатовым» победить со счётом 2:0. В возрасте 16 лет и 182 дня он стал самым молодым футболистом, который забивал в этом турнире. 14 января 2024 года Ямаль также принял участие в финале турнира против мадридского «Реала», заменив на 61-й минуте Педри. В том матче «Барселона» потерпела поражение со счётом 4:1. Спустя 10 дней, 24 января в четвертьфинале Кубка Испании против «Атлетика» из Бильбао на 32-й минуте отличился забитым мячом с передачи Жюля Кунде, став самым молодым автором гола в данном турнире в XXI веке. Однако каталонцы проиграли в той встрече со счётом 4:2. Всего в сезоне 2023/24 Ламин Ямаль провёл 50 матчей во всех турнирах, забил 7 мячей, а также отдал 9 голевых передач.

### 19-й номер и номинация на «Золотой мяч» (2024/25)
Перед началом сезона 2024/25 Ламин Ямаль сменил свой номер с 27-го на 19-й, под которым в «Барселоне» в начале своей карьеры выступал Лионель Месси. Первым результативным действием в новом сезоне отметился 17 августа 2024 года в матче Ла Лиги против «Валенсии» (2:1), отдав голевую передачу на Роберта Левандовского, который сравнял счёт. Через неделю, 24 августа забил свой первый мяч в сезоне в ворота «Атлетика» из Бильбао (2:1). 4 сентября Ламин был номинирован на «Золотой мяч», в возрасте 17 лет и 53 дня став самым молодым номинантом в истории награды и побив рекорд Килиана Мбаппе. 19 сентября забил свой первый мяч в Лиге чемпионов, отличившись в матче общего этапа против «Монако», однако игра закончилась поражением — 1:2. В возрасте 17 лет и 68 дней Ямаль также стал вторым самым молодым автором гола в истории турнира после Ансу Фати. 26 октября в матче чемпионата Испании Ламин забил в ворота мадридского «Реала» на «Сантьяго Бернабеу» и помог «сине-гранатовым» одержать победу со счётом 4:0. В возрасте 17 лет и 105 дней он также стал самым молодым бомбардиром в истории «Эль-Класико». Через день, 28 октября Ламин Ямаль стал обладателем Трофея Копа, вручаемого лучшему молодому игроку в возрасте до 21 года. 27 ноября он также получил награду «Golden Boy», которая вручается лучшему молодому игроку Европы.

## Карьера в сборной
Выступал за сборные Испании до 15, до 16, до 17 и до 19 лет.
8 сентября 2023 года Ламин Ямаль дебютировал за основную сборную Испании в матче группы A отборочного турнира к чемпионату Европы 2024 года против сборной Грузии, в возрасте 16 лет и 57 дней став самым молодым игроком в истории своей сборной. Он также отметился своим первым голом в профессиональной карьере и стал самым молодым автором забитого мяча в истории сборной Испании, а также самым юным автором гола за национальную сборную в XXI веке.
Летом 2024 года Ламин Ямаль был вызван в сборную Испании для участия в матчах Евро-2024. 15 июня 2024 года в матче первого тура группы B против сборной Хорватии он вышел в стартовом составе, в возрасте 16 лет и 338 дней став самым молодым игроком в истории чемпионатов Европы. В том матче испанцы одержали победу со счётом 3:0, а Ламин Ямаль отметился голевой передачей, став самым молодым ассистентом в истории турнира. Он также отметился результативной передачей в матчах 1/8 и 1/4 финала и тем самым помог сборной разгромить Грузию со счётом 4:1, а также обыграть сборную Германии — 2:1. 9 июля 2024 года в полуфинальной встрече против Франции отметился забитым мячом, сравняв счёт. Как итог, испанцы одержали победу со счётом 2:1, а Ламин Ямаль был признан лучшим игроком матча. В возрасте 16 лет и 362 дня он также стал самым молодым автором гола в истории чемпионатов Европы, побив рекорд Йохана Фонлантена, и самым молодым игроком, сыгравшим в полуфинале международного турнира сборных, побив рекорд Пеле. 14 июля 2024 года в финальном матче турнира сборная Испании одержала победу над Англией со счётом 2:1 и в четвёртый раз в своей истории стала чемпионом Европы. Ямаль вышел на поле с первых минут, в возрасте 17 лет и 1 день став самым молодым игроком в истории финалов международных турниров сборных, а также отметился ассистом на гол Нико Уильямса. По итогам чемпионата Европы Ламин Ямаль стал лучшим ассистентом турнира, оформив 4 голевые передачи, а также был признан лучшим молодым игроком розыгрыша. Он также стал первым игроком в истории чемпионатов Европы, который отметился голом или ассистом в каждом из четырёх матчей плей-офф за один розыгрыш.

## Стиль игры
Левоногий нападающий с отличной передачей и способностью создавать голевые моменты, Ямаль может играть на позиции крайнего полузащитника, атакующего полузащитника или центрфорварда. Играя на позиции правого вингера, Ламин представляет собой серьёзную атакующую угрозу для соперника и уже демонстрирует зрелость в принятии решений. Он обладает выдающимися навыками дриблинга, а также умеет хорошо взаимодействовать с партнёрами по команде, используя короткие передачи, длинные пасы или навесы в штрафную площадь.
Ямаля, как и многих других нападающих из Ла Масии до него, сравнивали с бывшим футболистом «Барселоны» Лионелем Месси. Сам Ламин также говорил, что бывший игрок «сине-гранатовых» Неймар оказал большое влияние на его стиль игры.

## Статистика выступлений

### Клубная карьера
| Выступление      | Выступление          | Выступление      | Лига | Лига | Кубок | Кубок | Еврокубки | Еврокубки | Прочие | Прочие | Итого | Итого |
| Клуб             | Лига                 | Сезон            | Игры | Голы | Игры  | Голы  | Игры      | Голы      | Игры   | Голы   | Игры  | Голы  |
| ---------------- | -------------------- | ---------------- | ---- | ---- | ----- | ----- | --------- | --------- | ------ | ------ | ----- | ----- |
| Барселона B      | Первый дивизион RFEF | 2022/23          | 3    | 0    | —     | —     | —         | —         | —      | —      | 3     | 0     |
| Барселона B      | Итого                | Итого            | 3    | 0    | —     | —     | —         | —         | —      | —      | 3     | 0     |
| Барселона        | Примера              | 2022/23          | 1    | 0    | 0     | 0     | 0         | 0         | 0      | 0      | 1     | 0     |
| Барселона        | Примера              | 2023/24          | 37   | 5    | 1     | 1     | 10        | 0         | 2      | 1      | 50    | 7     |
| Барселона        | Примера              | 2024/25          | 35   | 9    | 5     | 2     | 13        | 5         | 2      | 2      | 55    | 18    |
| Барселона        | Примера              | 2025/26          | 1    | 1    | 0     | 0     | 0         | 0         | 0      | 0      | 1     | 1     |
| Барселона        | Итого                | Итого            | 74   | 15   | 6     | 3     | 23        | 5         | 4      | 3      | 107   | 26    |
| Всего за карьеру | Всего за карьеру     | Всего за карьеру | 77   | 15   | 6     | 3     | 23        | 5         | 4      | 3      | 110   | 26    |

1. ↑  Кубок Испании.
2. ↑  Лига чемпионов УЕФА.
3. ↑  Суперкубок Испании.

### Матчи и голы за сборную
| Матчи и голы Ламина Ямаля за сборную Испании | Матчи и голы Ламина Ямаля за сборную Испании | Матчи и голы Ламина Ямаля за сборную Испании | Матчи и голы Ламина Ямаля за сборную Испании | Матчи и голы Ламина Ямаля за сборную Испании | Матчи и голы Ламина Ямаля за сборную Испании |
| №                                            | Дата                                         | Оппонент                                     | Счёт                                         | Голы                                         | Соревнование                                 |
| -------------------------------------------- | -------------------------------------------- | -------------------------------------------- | -------------------------------------------- | -------------------------------------------- | -------------------------------------------- |
| 1                                            | 8 сентября 2023                              | Грузия                                       | 7:1                                          | 1                                            | Отборочные матчи ЧЕ-2024                     |
| 2                                            | 12 сентября 2023                             | Кипр                                         | 6:0                                          | —                                            | Отборочные матчи ЧЕ-2024                     |
| 3                                            | 16 ноября 2023                               | Кипр                                         | 3:1                                          | 1                                            | Отборочные матчи ЧЕ-2024                     |
| 4                                            | 19 ноября 2023                               | Грузия                                       | 3:1                                          | —                                            | Отборочные матчи ЧЕ-2024                     |
| 5                                            | 21 марта 2024                                | Колумбия                                     | 0:1                                          | —                                            | Товарищеский матч                            |
| 6                                            | 26 марта 2024                                | Бразилия                                     | 3:3                                          | —                                            | Товарищеский матч                            |
| 7                                            | 8 июня 2024                                  | Северная Ирландия                            | 5:1                                          | —                                            | Товарищеский матч                            |
| 8                                            | 15 июня 2024                                 | Хорватия                                     | 3:0                                          | —                                            | ЧЕ-2024. Групповой этап                      |
| 9                                            | 20 июня 2024                                 | Италия                                       | 1:0                                          | —                                            | ЧЕ-2024. Групповой этап                      |
| 10                                           | 24 июня 2024                                 | Албания                                      | 1:0                                          | —                                            | ЧЕ-2024. Групповой этап                      |
| 11                                           | 30 июня 2024                                 | Грузия                                       | 4:1                                          | —                                            | ЧЕ-2024. 1/8 финала                          |
| 12                                           | 5 июля 2024                                  | Германия                                     | 2:1                                          | —                                            | ЧЕ-2024. Четвертьфинал                       |
| 13                                           | 9 июля 2024                                  | Франция                                      | 2:1                                          | 1                                            | ЧЕ-2024. Полуфинал                           |
| 14                                           | 14 июля 2024                                 | Англия                                       | 2:1                                          | —                                            | ЧЕ-2024. Финал                               |
| 15                                           | 5 сентября 2024                              | Сербия                                       | 0:0                                          | —                                            | Лига наций УЕФА 2024/25                      |
| 16                                           | 8 сентября 2024                              | Швейцария                                    | 4:1                                          | —                                            | Лига наций УЕФА 2024/25                      |
| 17                                           | 12 октября 2024                              | Дания                                        | 1:0                                          | —                                            | Лига наций УЕФА 2024/25                      |
| 18                                           | 20 марта 2025                                | Нидерланды                                   | 2:2                                          | —                                            | Лига наций УЕФА 2024/25. Четвертьфинал       |
| 19                                           | 23 марта 2025                                | Нидерланды                                   | 3:3 (5:4 пен.)                               | 1                                            | Лига наций УЕФА 2024/25. Четвертьфинал       |
| 20                                           | 5 июня 2025                                  | Франция                                      | 5:4                                          | 2                                            | Лига наций УЕФА 2024/25. Полуфинал           |
| 21                                           | 8 июня 2025                                  | Португалия                                   | 2:2 (3:5 пен.)                               | —                                            | Лига наций УЕФА 2024/25. Финал               |

Итого: 21 матч / 6 голов; 15 побед, 5 ничьих, 1 поражение.

## Достижения

### Командные достижения
«Барселона»
- Чемпион Испании (2): 2022/23, 2024/25
- Обладатель Кубка Испании: 2024/25
- Обладатель Суперкубка Испании: 2025

Сборная Испании
- Чемпион Европы: 2024
- Серебряный призёр Лиги наций УЕФА: 2024/25

### Личные достижения
- Лучший бомбардир чемпионата Европы до 17 лет: 2023 (4 гола)[72]
- Вошёл в состав символической сборной чемпионата Европы до 17 лет: 2023[73]
- Молодой игрок сезона в Ла Лиге (2): 2023/24[74], 2024/25[75][76]
- Молодой игрок года по версии Globe Soccer Awards: 2024[77]
- Игрок месяца Ла Лиги: сентябрь 2024[78]
- Автор гола месяца в Ла Лиге: март 2024[79]
- Молодой игрок месяца в Ла Лиге (3): август 2023[80], август 2024[81], февраль 2025[82]
- Вошëл в состав символической сборной Ла Лиги: 2024/25[83]
- Лучший молодой игрок чемпионата Европы: 2024[84]
- Лучший ассистент чемпионата Европы: 2024 (4 передачи)[85]
- Вошёл в состав символической сборной чемпионата Европы: 2024[86]
- Автор лучшего гола чемпионата Европы: 2024[87]
- Обладатель Трофея Копа: 2024[88]
- Обладатель награды «Golden Boy»: 2024[89]
- Вошёл в состав символической сборной года по версии ФИФА: 2024[90]
- Награда имени Альдо Ровиры лучшему игроку сезона в «Барселоне»: 2023/24[91][92]
- Обладатель премии Laureus World Sports Award «Прорыв года»: 2025[93]
- Вошëл в состав символической сборной Лиги чемпионов УЕФА: 2024/25[94]

## Рекорды
- Самый молодой автор гола в истории сборной Испании: 16 лет и 57 дней[48]
- Самый молодой дебютант в истории сборной Испании: 16 лет и 57 дней[46]
- Самый молодой игрок стартового состава сборной Испании: 16 лет и 62 дня[95]
- Самый молодой игрок, вышедший в стартовом составе матча чемпионата Испании: 16 лет и 38 дней[20]
- Самый молодой автор гола в истории чемпионата Испании: 16 лет и 87 дней[96]
- Самый молодой игрок, игравший в Эль-Класико: 16 лет и 107 дней[97]
- Самый молодой автор голевой передачи в истории Лиги чемпионов УЕФА: 16 лет и 153 дня[98]
- Самый молодой автор гола в истории Суперкубка Испании: 16 лет и 182 дня[99]
- Самый молодой игрок в истории чемпионатов Европы: 16 лет и 338 дней[100]
- Самый молодой автор голевой передачи в истории чемпионатов Европы: 16 лет и 338 дней[101]
- Самый молодой автор гола в истории чемпионатов Европы: 16 лет и 362 дня[56]
- Самый молодой игрок, сыгравший в полуфинале международного турнира сборных: 16 лет и 362 дня[56]
- Самый молодой игрок, сыгравший в финале международного турнира сборных: 17 лет и 1 день[58]